# Ebla
Ebla – jedno z najważniejszych miast starożytnej Syrii, ok. 70 km na południowy zachód od Aleppo, założone w pierwszej połowie III tysiąclecia p.n.e.; obecnie stanowisko archeologiczne Tall Mardich (arab. ‏تل مرديخ‎) w Syrii.

## Historia
Zaliczane do najważniejszych ośrodków północnej Syrii w III tysiącleciu p.n.e., silne państwo semickie i ważne centrum handlowe. Po raz pierwszy wymienione w tekście syryjskim datowanym na ok. 2500–2400 p.n.e. Największy jego rozkwit, wynikający z opanowania ważnych szlaków handlowych, przypadł na lata 2400–2250 p.n.e. W tym czasie rozciągało kontrolę nad doliną Eufratu (od Karkemisz do Emaru) oraz nad królestwami Harranu i Irrite. W okresie tym mogło w obrębie murów miasta zamieszkiwać ok. 30 tys. mieszkańców. 
Jak wynika ze źródeł babilońskich, ok. 2300 p.n.e. Eblę zdobył akadyjski władca Sargon Wielki, a następnie ok. 2250 p.n.e. miasto ponownie zostało zdobyte i spalone przez króla Naram-Sina, który w ten sposób  położył kres pierwszemu semickiemu państwu syryjskiemu. Na początku II tysiąclecia p.n.e. zostało odbudowane wraz z pałacem królewskim i otoczone potężnym murem. W drugiej połowie XVII w. p.n.e. zniszczone przez Hetytów (za Hatusilisa lub Mursilisa). Ponownie odbudowane i ufortyfikowane. W 720 p.n.e. podbite przez Sargona II, króla Asyrii. W VI wieku p.n.e. znalazło się w granicach państwa nowobabilońskiego.

## Badania i znaleziska

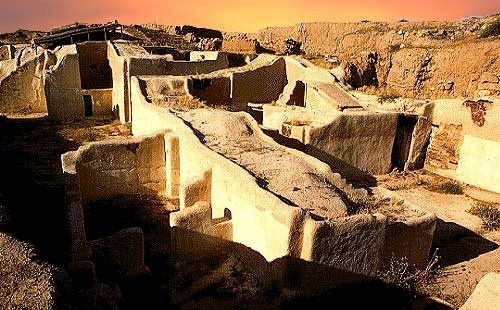
Pozostałości pałacu królewskiego

Od 1964 prace wykopaliskowe na wzgórzu o powierzchni ok. 56 ha prowadził zespół archeologów włoskich pod kierunkiem prof. Paolo Matthie, odkrywając szereg budowli ze środkowej epoki brązu (2000–1600 p.n.e.) – m.in. poświęcony bogini Isztar posąg miejscowego władcy Ibbit-Lima (1968) z inskrypcją umożliwiającą identyfikację miasta.
W trzeciej warstwie (datowanej na pierwsze wieki II tysiąclecia p.n.e.), odpowiadającej miastu zniszczonemu przez Hetytów, stwierdzono, że Ebla było obwiedzione kamiennym, typowym dla epoki pochyłym murem z równie charakterystycznymi potrójnymi bramami. Odsłonięto w całości pałac królewski i dwa sanktuaria, które swym rozplanowaniem poprzedzają świątynię Salomona (przedsionek, główne pomieszczenie i właściwe sanktuarium – „święte świętych”), jednakże przy odmiennych proporcjach. Wśród znalezisk wyróżniały się dwa kwadratowe baseny dwudzielne, zdobione płaskorzeźbami o wyraźnych nawiązaniach tematycznych do sztuki mezopotamskiej.  
Pod pałacem pochodzącym z okresu 1800–1650 p.n.e. odnaleziono pochówki królewskie, wprawdzie znacznie ograbione w przeszłości, lecz z zachowanymi resztkami bogatego wyposażenia grobowego (m.in. złotą biżuterią i berłem). Są one również świadectwem rozkwitu miasta w czasach patriarchów, podobnie jak odsłonięta budowla zigguratu.

### Archiwum Ebli
W 1975 w budynku opodal wielkiej świątyni odkryto bogate archiwum składające się z ok. 15 tys. tabliczek zapisanych pismem klinowym w języku zachodniosemickim, bliższym jednak babilońskiemu niż hebrajskiemu. Zawierały one teksty dotyczące religii, handlu, prawodawstwa i stosunków dyplomatycznych starożytnej Ebli. Pozwoliły m.in. stwierdzić, że państwo to (wbrew wcześniejszym przypuszczeniom) nie miało żadnych stosunków z południem – ziemią Kananejczyków (Chasor, Megiddo, Lachisz) i z miastami nad Morzem Martwym (Sodomą i Gomorą). Potwierdzały one również właściwą identyfikację miasta, stanowiąc też dowód, że babilońskie pismo klinowe rozprzestrzeniło się w północnej Syrii przed 2300 p.n.e. 
Znalezisko to zaliczane jest do najznakomitszych odkryć archeologicznych lat siedemdziesiątych XX wieku, choć w świecie nauki wzbudziło liczne kontrowersje. Wczesne doniesienia prasowe i wstępne wyniki badań epigraficznych nadały mu charakter sensacyjny. Porównywano je z odkryciem zwojów w Qumran i podobnego archiwum ze starożytnego Ugarit. Pochopnie uznano, że treść odczytanych tabliczek stanowi absolutne potwierdzenie biblijnych dziejów patriarchów. Wśród zapisanych nazw miast stwierdzono m.in. Sodomę i Gomorę, Chasor, Megiddo, Gazę, Joppę oraz Jerozolimę (jako Salem). Sugerowano się podobieństwem odczytanych imion (Abramu, Ismailu, Israilu) do biblijnych, za przekonujące też uznawano możliwe pokrewieństwo miejscowego króla imieniem Ebrum z przodkiem Abrahama – Eberem (Rdz 11,14-16).